# My back tracks
my back tracks（マイ・バック・トラックス）はthe★tambourinesのベスト・アルバム。

## 内容
- ファン投票に入った17曲を、新曲2曲の間に挟んで収録したベスト・アルバム。「rainbow」のプロモーションビデオ及びメイキングを含む約60分も及ぶDVDも収録。
- プロモーションにおいては、独立UHF局を除く地上波、Music Freak Magazineを除く雑誌では一切公表しないスタンスを取った。
- 今作を発売後、2009年6月28日にhillsパン工場でのワンマンライブを行い、活動を休止した。

## 批評
CDジャーナルは「ギター・ポップをベースにしたような爽快なナンバーが醍醐味だが、アレンジを工夫して曲ごとに巧みに表情を変えているのがなんともウマイ」と評した。

## 収録曲
全作詞：松永安未
1. rainbow
作曲・編曲：麻井寛史
新曲
2. easy game
作曲：大野愛果　編曲：古井弘人
3. stay young
作曲・編曲：徳永暁人
4. 小春日和
作曲：松永安未　編曲：麻井寛史
5. afresh wish
作曲・編曲：徳永暁人
6. everything is nothing
作曲：輝門　編曲：小林哲
7. home again
作曲：松永安未　編曲：麻井寛史
8. あわゆき
作曲：松永安未　編曲：麻井寛史
9. anyway
作曲：三好誠　編曲：麻井寛史
10. never ever
作曲：三好誠　編曲：麻井寛史
11. don't stop music
作曲：大野愛果　編曲：麻井寛史
12. セカイのつづき
作曲：松永安未　編曲：麻井寛史
13. Go Go トラベラー
作曲・編曲：麻井寛史
14. 砂漠のつぼみ
作曲・編曲：麻井寛史
15. story
作曲・編曲：麻井寛史
16. SWITCH
作曲・編曲：麻井寛史
17. ヘッドフォン
作曲・編曲：麻井寛史
18. reason
作曲・編曲：麻井寛史
19. 不確かなシアワセ
作曲・編曲：麻井寛史

## 参加ミュージシャン
- 大賀好修 - ギター
- 徳永暁人（doa） - ギター
- 三好誠 - ギター
- 宇徳敬子 - コーラス
- 大野愛果 - コーラス
- ふるかわ魔法 - コーラス